# 梁成 (建文进士)
梁成，字成性，廣東高州府信宜縣人，明朝政治人物、進士出身。

## 生平
洪武二十三年，應天府鄉試第二十五名中舉。建文二年，會試第十九名，殿試登庚辰科進士二甲第十一名，官至江西按察使司副使。

## 家族
曾祖梁冬，祖父梁文遠，父親梁公長。